# شهرستان شی‌فنگ (گوئیژو)
شهرستان شی‌فنگ (به انگلیسی: Xifeng County) یک شهرستان در چین است که در گوئیانگ واقع شده‌است.